# Protestantisme en Europe
 (avril 2015).
Si vous disposez d'ouvrages ou d'articles de référence ou si vous connaissez des sites web de qualité traitant du thème abordé ici, merci de compléter l'article en donnant les références utiles à sa vérifiabilité et en les liant à la section « Notes et références ».

Groupe (non) religieux le plus grand par pays (2019) :
Plus de 75% catholique
50–75% catholique
Majorité relative catholique
50–75% protestant
Plus de 75% orthodoxe
50–75% non religieux
Majorité relative non religieux
30% catholique, 30% non religieux (Allemagne)

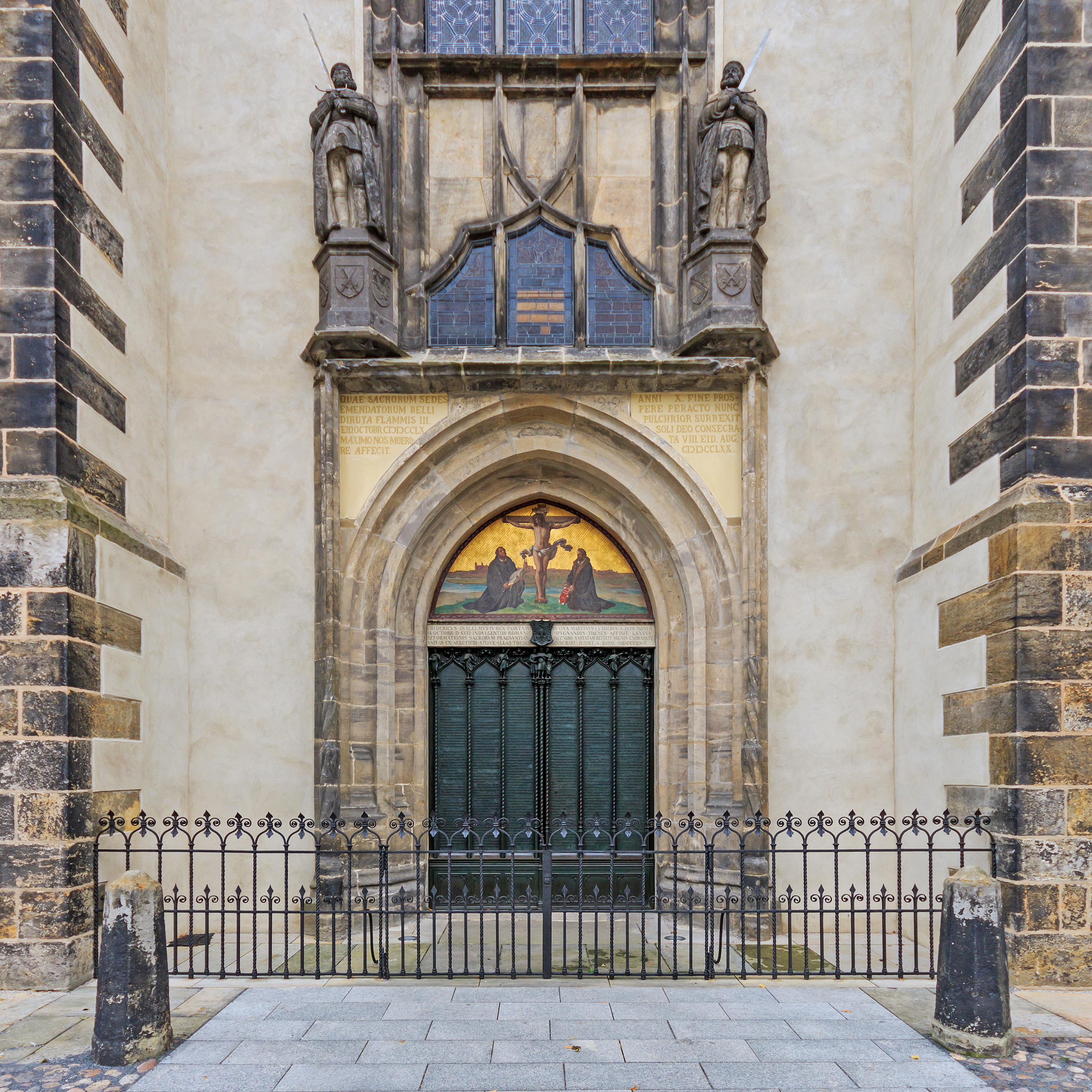
Les 95 thèses de Martin Luther sur la porte de l'église de la Toussaint de Wittemberg, en Allemagne.

Le protestantisme est la religion la plus importante au nord de l'Europe, dans les Pays nordiques (Danemark, Finlande, Islande, Norvège et Suède) dans les pays baltes (surtout en Estonie et Lettonie), le nord de l'Allemagne, en Grande-Bretagne et en Irlande du Nord. Il y a aussi d'importantes minorités aux Pays-Bas, en Suisse, en Hongrie, et dans le sud de l'Allemagne. Des communautés sont présentes en France. Il est à noter que malgré une très forte présence lors de la Réforme, en Autriche et en République tchèque, les protestants ont quasiment disparu d'Europe centrale à la suite des persécutions.
Le protestantisme européen se divise traditionnellement entre luthériens (Allemagne, Scandinavie, pays baltes), calvinistes (Suisse, Pays-Bas, Écosse...), évangéliques. L'Angleterre est de tradition anglicane. 
La Communion d'Églises protestantes en Europe est la plus importante organisation européenne d'Églises protestantes. Elle fut fondée le 16 mars 1973 sous le nom de Communion ecclésiale de Leuenberg entre les Églises luthériennes et réformées d'Europe quand elles signèrent la Concorde de Leuenberg. Ce texte d'accord théologique a été signé également par l'Église évangélique des frères tchèques et les Méthodistes. Il s'inscrit dans les précédents de la Concorde de Wittemberg (1536) et du consensus de Sandomierz (1570). Aujourd'hui, la Communion d'Églises protestantes en Europe compte 105 Églises membres. 
La Conférence des Églises protestantes des pays latins d'Europe est une organisation européenne rassemblant des églises protestantes de Belgique, d'Espagne, de France, d'Italie, du Portugal et de Suisse.